# Palaeophiidae
Famille
Synonymes
- Palaeopheidae

Les Palaeophiidae (ou Paléophiidés) sont une famille fossile de serpents marins ayant vécu de la fin du Crétacé supérieur jusqu'à la fin de l'Éocène, il y a entre environ 71 et 34 millions d'années. Certaines espèces ont atteint de très grandes tailles, les plaçant parmi les plus grands serpents connus.

## Historique
La famille des Palaeophiidae a été décrite en 1888 par le paléontologue britannique Richard Lydekker (1849-1915),.
Selon Paleobiology Database (2023), le nombre de collections de fossiles référencées est de 91 pour 114 occurrences de fossiles.

Taille comparée de Titanoboa, Palaeophis, Gigantophis, du python réticulé et de l'anaconda géant par rapport à l'Homme.

## Description
Les Palaeophiidae possèdent des vertèbres très hautes et aux ptérapophyses fortement développées, qui leur donnent un aspect général latéralement comprimé. Ces caractères semblent avoir favorisé la propulsion sous-marine.
Les plus grandes espèces du genre Palaeophis figurent parmi les plus grands serpents fossiles connus.

## Extension géographique
Les Palaeophiidae avaient une large distribution planétaire. 

## Liste des genres
- Archaeophiinae Rage et al., 2003
  - Archaeophis Massalongo, 1859
- Palaeopheinae Lydekker, 1888
  - Palaeophis Owen, 1841
  - Pterosphenus Lucas, 1898

## Galerie

Vue d'artiste de Pterosphenus
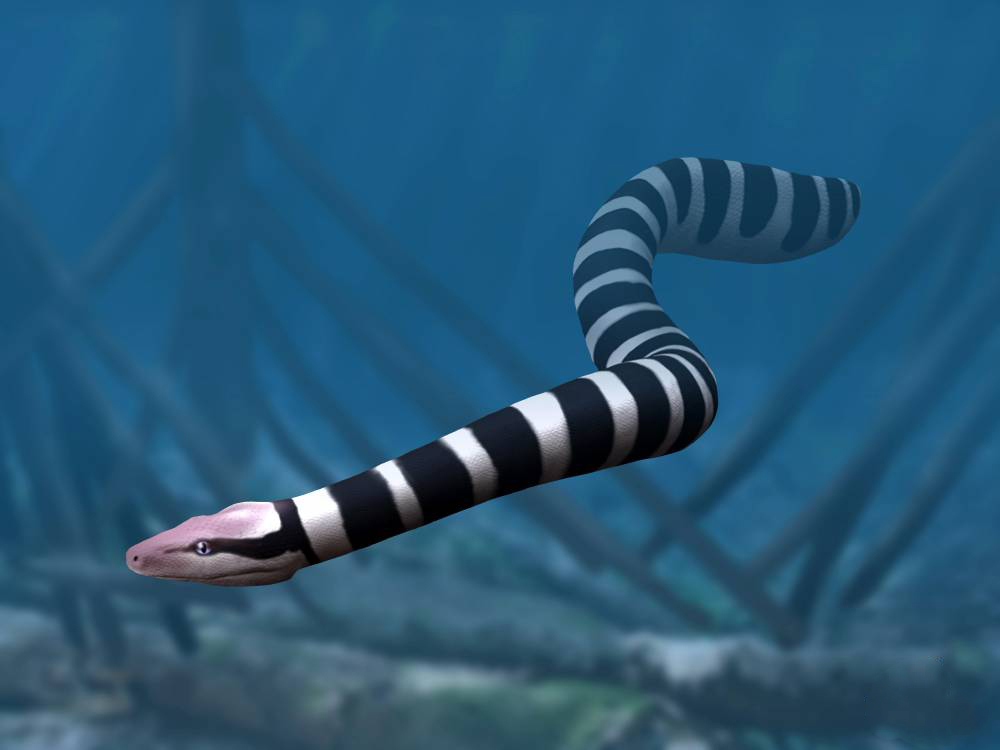
Vue d'artiste de Palaeophis maghrebianus
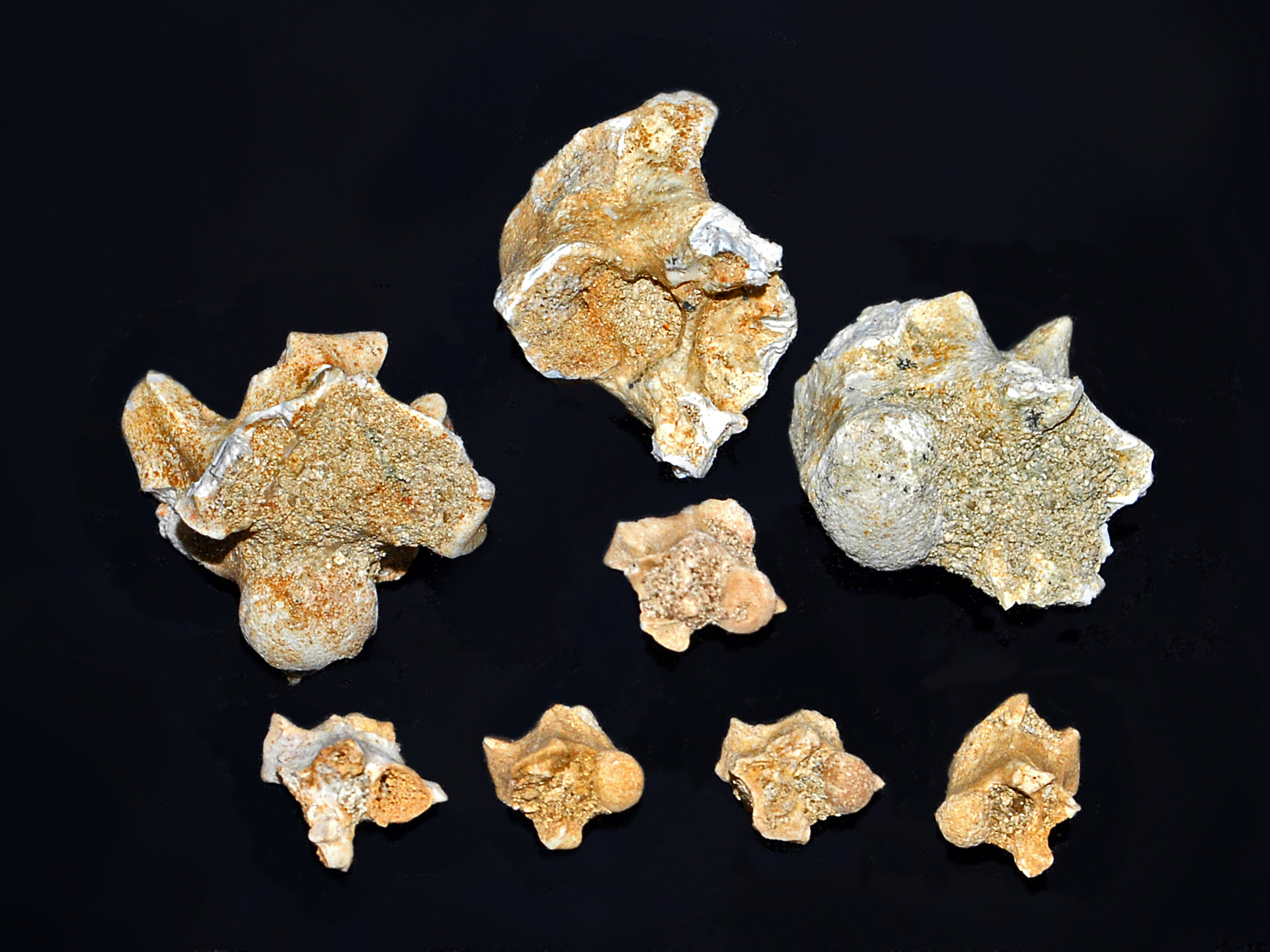
Vertèbres fossiles de Palaeophis maghrebianus de la région de Khouribga, au Maroc

## Publication originale
- (en) Richard Lydekker, « Notes on Tertiary Lacertilia and Ophidia », Geological Magazine, vol. 5,‎ 1888, p. 110-113